# Rödgen (accampamento romano)
L' accampamento militare di Rödgen era un forte romano che si trovava nel villaggio di Rödgen di Bad Nauheim nel distretto di Wetteraukreis nell'Assia. Si trova a 700 metri dal campo romano di Goldstein.

## Storia degli scavi archeologici
L'accampamento è stato scoperto nel 1960 da un medico durante la costruzione di una scuola. È stato scavato in una vasta area tra il 1961 e il 1966 e nel 1973 con la collaborazione del Museo di Saalburg.

## Storia
In base ai ritrovamenti delle monete e ceramiche l'accampamento è legato a quello di Oberaden con una datazione di fondazione del 10 a.C. circa. Quindi questo accampamento va inquadrato nell'ambito della campagna di Druso maggiore contro la popolazione germanica dei Catti.
Il Wetterau era un importante territorio la campagna di Druso nella Germania. Qui potavano essere radunate le truppe e poteva essere organizzata la fornitura di vettovagliamenti per le legioni più a nord come l'accampamento di Hedemünden.
Questo accampamento era situato su una collina ed occupava una superficie di 3,3 ettari, circondato da una palizzata alta 3 metri difesa da un doppio fossato.
Al suo interno vi erano tre grandi magazzini (horrea) che testimoniano la sua funzione di base di approvvigionamento e rifornimento. Il campo era difeso da una forza di circa 1.000 uomini. Non è ancora stato possibile determinare la legione cui faceva riferimento.
Tra i ritrovamenti spicca uno strigile, con una impugnatura impreziosita e con una parola incisa (PRIMI)
Dopo la fine della campagna di Druso l'accampamento sarebbe stato distrutto dai romani stessi con il fuoco. 
Il figlio Germanico Giulio Cesare fece costruire un accampamento nelle vicinanza, sulla collina del Castello di Friedberg, a circa 3 km a sud di Rödgen. Questo nuovo accampamento rimase attivo almeno fino al 260 d.C.